# 角田九華
角田 九華（つのだ きゅうか、天明4年（1784年） - 安政2年12月28日（1856年2月4日））は江戸時代の儒学者。名は簡、字は大可または廉夫、通称は才次郎。九華山房と号する。

## 生涯
豊後国岡藩の藩士である仲島休治の子として大坂藩邸に生まれる。そのすぐ後に孤児となり、同じ藩士の角田東水が養い中井竹山に学ぶ。才学に優れ10代で藩の『豊後国志』編纂を命じられ完成させた。東水の遺言に従い岡藩に仕えることを決め、角田家を継いで由学館の教官となり、再び大阪に出て竹山に学ぶ。句読の師となり侍読から組頭班・用人見習を経て近習物頭まで累進する。
頼山陽と漢詩のやりとりをするなど、風雅の交わりがあった。
羽倉簡堂に「等身述作」と評されたほど多数の著作があったが、ほとんどは散逸して伝わらない。
| 燈火美人       |                             |
| 金鴨香銷夜寐遅 | 金鴨 香銷ざして 夜寐遅く    |
| 空閨無語有相思 | 空閨 語無く 相思有り        |
| 柔腸欲断君知否 | 柔腸断つを欲す 君知るや否や |
| 隻影粛粛剪燭時 | 隻影粛粛 燭を剪るの時       |

## 著作
- 『近世叢語』
- 『続近世叢語』
- 『近世人鏡録』
- 『孔子履歴考』